# Colibri d'Elena
Mellisuga helenae
Espèce
Statut de conservation UICN

 NT  : Quasi menacé
Statut CITES
Le Colibri d'Elena (Mellisuga helenae), colibri d'Helen, colibri d'Hélène ou colibri abeille, est une espèce d'oiseau de la famille des Trochilidae. Ce nom lui a été donné en l'honneur d'Elena Booth, l'épouse d'un ami de Juan Gundlach (1810-1896), naturaliste allemand qui a séjourné pendant plusieurs années à Cuba. D'après Alan P. Peterson, c'est une espèce monotypique.
Avec une longueur totale de 5 à 6 cm et un poids de 1,6 à 1,9 gramme, le mâle de cette espèce est le plus petit de tous les oiseaux,. La femelle a un poids de 2 grammes et pond possiblement les plus petits œufs amniotiques au monde, bien qu'il n'y ait aucune certitude à ce sujet.

## Description

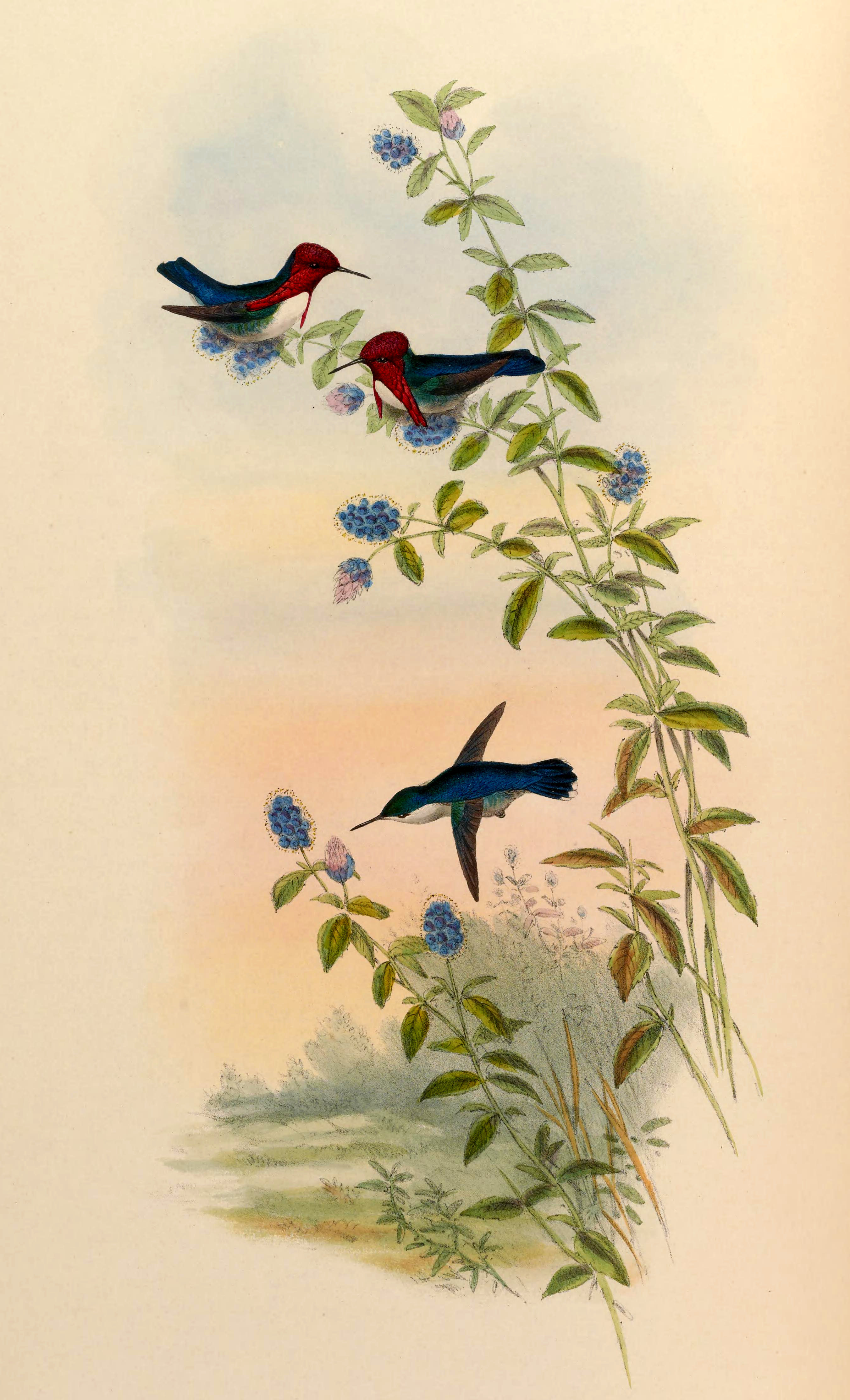
Colibri d'Elena.

Le mâle adulte a la tête et la gorge rouge étincelant, et un collier iridescent aux plumes latérales allongées. Le reste de son plumage est bleuâtre dessus et blanc grisâtre dessous. Il a la queue légèrement échancrée. La femelle, un peu plus grande que le mâle, est verte dessus et blanchâtre dessous. Les plumes latérales de sa queue arrondie ont l’extrémité blanche. L’immature est semblable à la femelle.

## Habitats
Cet oiseau-mouche vit dans les bois, les marécages, les massifs d’arbustes et les jardins ; on le rencontre à l’occasion en milieu assez ouvert, mais il a généralement besoin de végétation mature avec un enchevêtrement touffu de lianes et riche en épiphytes.

## Alimentation
Il se nourrit principalement de nectar. Il prend aussi de petits insectes ; les jeunes laissés seuls au nid quand la femelle est partie s’alimenter capturent et mangent les petits insectes qui viennent à leur portée.

## Reproduction
Le colibri d'Elena niche de mars à juin. Son nid est généralement placé à une hauteur moyenne de 3,50 m sur une fine branche ; il se compose de fibres végétales sèches, est garni intérieurement de laine végétale et décoré à l’extérieur de lichens. Habituellement, il est partiellement dissimulé par le feuillage qui le surplombe ; sa construction, par la femelle seule, dure une dizaine de jours. La ponte se compose de deux œufs, pondus à un jour d’intervalle. L’incubation prend 21 ou 22 jours. Les jeunes, rouge foncé et nus, éclosent avec un décalage d’un jour ; ils sont nourris et couvés par la femelle. Les jeunes sont complètement emplumés à l’âge de 13 ou 14 jours, et s’entraînent alors au vol pendant 4 ou 5 jours ; ils quittent le nid à l’âge de 18 jours environ.

## Répartition et populations

Répartition de l'espèce.

Ce colibri vit à Cuba et sur l’île de la Jeunesse. On pense qu’en règle générale il est sédentaire, bien que des individus erratiques aient été vus à Providenciales (îles Caicos) et aux Bahamas.
Ses populations sont en net déclin, probablement à cause de pertes d’habitat, l’espèce semblant très dépendante des forêts matures. Cet oiseau se rencontrait jadis partout à Cuba et sur l’île des Pins, mais ne survivrait plus actuellement que dans quelques régions. La liste rouge de l'UICN compterait actuellement entre 22000 et 66000 individus dans la nature.